# Юхно Іван Іванович
Іва́н Іва́нович Юхно́ (3 березня 1918, Градизьк — 3 березня 1978, Київ) — український радянський живописець, член Спілки радянських художників України.

## Біографія
Народився 3 березня 1918 року в містечку Градизьку (нині селище Кременчуцького району Полтавської області, Україна). 1949 року закінчив Київський художній інститут.
Мешкав у Києві в будинку на вулиці Червоноармійській, № 12, квартира № 22. Помер у Києві 3 березня 1978 року.

## Творчість
Працював у галузі станкового живопису, автор творів на побутові теми:
- «Вість про нагороду» (1949);
- «На колгоспному стадіоні» (1952, співавтор Ганна Юхно);
- «Грамота ЦК ВЛКСМ» (1950—1951, співавтор Ганна Юхно);
- «Юні будівники» (1954, співавтор Ганна Юхно);
- «В годину синьозору» (1964).

Брав участь у республіканських виставках з 1949 року, всесоюзних — з 1951 року.